# Élections générales sud-africaines de 1924
Les élections générales sud-africaines du 17 juin 1924 sont les cinquièmes élections législatives organisées en Union d'Afrique du Sud depuis la constitution du Dominion en 1910. Ces élections sont les premières à déboucher sur une alternance électorale.
Ces élections sont en effet marquées par la défaite du parti sud-africain face à une coalition électorale formée par le parti national de James B. Hertzog et le parti travailliste de  Frederic Creswell. 
La victoire électorale du parti national est cependant relative en termes de suffrages exprimés (35,25%) car elle intervient au sein d'une coalition (49,6 %) face à un parti sud-africain certes isolé mais qui obtient à lui tout seul le vote de près de la moitié des électeurs (47,04 %).

## Mode de scrutin
La chambre de l'assemblée du parlement sud-africain compte 135 sièges en 1924. 
En application du South Africa Act de 1910, le suffrage électoral est réservé aux hommes blancs âgés de plus de 21 ans. Selon les modalités définies dans chaque province, des restrictions censitaires relatives aux revenus et aux biens subsistent cependant pour cette catégorie de population. Dans la province du Cap, un système de franchise électorale non raciale, hérité de la colonie du Cap et basé sur l'instruction, le salaire et la propriété, permet aux hommes de couleurs (coloureds et noirs) de bénéficier également du droit de vote et d'émarger sur les mêmes listes électorales que les blancs. Un système similaire plus restrictif existe aussi au Natal.
Le mode de scrutin appliqué depuis la formation de l'Union d'Afrique du Sud est celui du scrutin uninominal majoritaire à un tour. Son avantage est de permettre l'élection d'un candidat qui aura obtenu le plus de voix sur sa circonscription électorale mais son principal défaut est aussi de permettre l'élection d'un candidat qui peut se révéler minoritaire quand il n'a pas obtenu plus de 50 % des voix. 
La délimitation des circonscriptions électorales est celle réalisée en 1923. 
| Provinces        | province du Cap | Natal | État libre d'Orange | Transvaal | Total |
| ---------------- | --------------- | ----- | ------------------- | --------- | ----- |
| Nombre de sièges | 51              | 17    | 17                  | 50        | 135   |

## Forces politiques en présence
Le Parti sud-africain (SAP) est au pouvoir depuis 1910. C'est un parti modéré favorable aux intérêts capitalistes, dont l'objectif est rapprocher politiquement, économiquement et socialement les blancs anglophones et les Afrikaners. Le parti sud-africain n'a pas de politique raciale d'ensemble et ses chefs ne considèrent pas la ségrégation raciale comme « une solution viable à long terme ».
Le Parti national, défenseur d'une ligne pro-Afrikaans d'indépendance nationale émancipée de la tutelle britannique, prône le renforcement de la ségrégation raciale au nom de la défense des ouvriers blancs et vise à faire de l'Afrique du Sud « le pays de l'homme blanc ». Depuis les grandes grèves de 1922 dans le Witwatersrand, il s'est rapproché du parti travailliste avec lequel il a signé un accord électoral et de gouvernement en vue des élections de 1924. 
Les quelques partis noirs existant comme le congrès national africain ne concourent pas à ces élections. 

## Contexte électoral
Les élections ont lieu dans un contexte marqué par la répression des grèves insurrectionnelles du Rand de 1922 et par l'impression au sein du prolétariat afrikaner que le gouvernement semble privilégier les intérêts de la chambre des Mines, quitte à remettre en cause la ségrégation raciale sur le marché du travail.  Le pacte formé par le parti national et le parti travailliste reçoit un soutien politique de tous ceux qui souhaitent la défaite de Jan Smuts, notamment des membres du parti communiste sud-africain mais aussi des coloureds ouvertement sollicités par Hertzog au nom de leur communauté de culture afrikaans. 

## Résultats
|                           |                           |         |       |     |        |     |  |  |  |  |  |  |  |  |
| Partis                    | Partis                    | Votes   | %     | +/- | Sièges | +/- |  |  |  |  |  |  |  |  |
|                           | Parti sud-africain (SAP)  | 148 769 | 47,04 |     | 53     |     |  |  |  |  |  |  |  |  |
|                           | Parti national (NP)       | 111 483 | 35,25 |     | 63     |     |  |  |  |  |  |  |  |  |
|                           | Parti travailliste        | 45 380  | 14,35 |     | 18     |     |  |  |  |  |  |  |  |  |
|                           | Indépendants              | 10 610  | 3,36  |     | 1      |     |  |  |  |  |  |  |  |  |
|                           |                           |         |       |     |        |     |  |  |  |  |  |  |  |  |
| Votes valides             | Votes valides             | 316 242 | 99,12 |     |        |     |  |  |  |  |  |  |  |  |
| Votes blancs et invalides | Votes blancs et invalides | 2 805   | 0,88  |     |        |     |  |  |  |  |  |  |  |  |
| Total                     | Total                     | 319 047 | 100   | –   | 135    | 1   |  |  |  |  |  |  |  |  |
| Abstentions               | Abstentions               | 94 089  | 22,77 |     |        |     |  |  |  |  |  |  |  |  |
| Inscrits/Participation    | Inscrits/Participation    | 413 136 | 77,23 |     |        |     |  |  |  |  |  |  |  |  |

## Analyse

Résultats des élections par province

Au soir des élections, le Parti sud-africain (47,04%), sans allié politique, est défait face à la coalition national-travailliste (49,6%). Le parti national renforce ses positions dans les circonscriptions rurales du Cap et du Transvaal (+ 16 sièges) tandis que les travaillistes gagnent cinq sièges dans le Witwatersrand. Jan Smuts est pour sa part battu dans sa propre circonscription de Pretoria-ouest par le candidat travailliste George Hay, tout comme sont défaits les ministres François Stephanus Malan et Hendrik Mentz, ce dernier étant battu dans la circonscription du Zoutpansberg (Pietersburg) par Oswald Pirow (NP). Cependant, chef charismatique et admiré du parti sud-africain, Smuts retrouve rapidement un siège, celui de Standerton, grâce au désistement à son profit de son député élu, Gert Wessels.